# Podolepis gracilis
Podolepis gracilis là một loài thực vật có hoa trong họ Cúc. Loài này được (Lehm.) Graham miêu tả khoa học đầu tiên năm 1828.